# Îles de la Reine-Élisabeth
Ne doit pas être confondu avec Terre de la Reine-Élisabeth.
Les îles de la Reine-Élisabeth, anciennement appelées îles Parry, en anglais Queen Elizabeth Islands et Parry Islands, est un archipel du Canada situé dans les territoires du Nunavut et des Territoires du Nord-Ouest.

## Géographie
Les îles de la Reine-Élisabeth regroupent les îles les plus septentrionales de l'archipel Arctique, celles situées au nord des détroits de McClure, Melville, Barrow et de Lancaster. L'île d'Ellesmere ne se trouve qu'à 23,5 km au nord-ouest du Groenland dont elle est séparée par le détroit de Nares.
L'archipel couvre une superficie de 419 061 km2 hors banquise. La plupart d'entre elles sont inhabitées, les lieux habités les plus importants étant les hameaux de Resolute sur l'île Cornwallis et Grise Fiord, sur l'île d'Ellesmere. La principale activité économique est l'extraction de pétrole.
Les îles les plus importantes de l'archipel de la Reine-Élisabeth sont, dans l'ordre :
- l'île d'Ellesmere ;
- l'île Devon ;
- l'île Axel Heiberg ;
- l'île Melville;
- l'île Bathurst ;
- l'île du Prince-Patrick ;
- l'île Ellef Ringnes ;
- l'île Cornwallis ;
- l'île Amund Ringnes ;
- l'île Mackenzie King ;
- l'île Borden ;
- l'Île Cornwall ;
- l'île Eglinton.

## Histoire
Aperçues pour la première fois par les Européens en 1616, les îles de la Reine-Élisabeth ne sont pas entièrement explorées et cartographiées avant les expéditions britanniques pour découvrir le passage du Nord-Ouest et plus tard par les expéditions norvégiennes du XIXe siècle.
Beaucoup sont explorées par William Parry d'où leur ancien nom. Le nom actuel leur a été donné en l'honneur d'Élisabeth II après son couronnement en 1953 où elle est devenue entre autres reine du Canada.

### Sources
- Sea islands: Atlas of Canada; Natural Resources Canada
- (fr) Documentaire sur la faune et la flore de l'archipel de la Reine-Élisabeth à ONF.ca